# Vedmedivka, Nosivka
Vedmedivka (în ucraineană Ведмедівка) este un sat în comuna Derjanivka din raionul Nosivka, regiunea Cernihiv, Ucraina.

## Demografie
Componența lingvistică a localității Vedmedivka
     Ucraineană (94,44%)
     Rusă (4,63%)
     Alte limbi (0,93%)
Conform recensământului din 2001, majoritatea populației localității Vedmedivka era vorbitoare de ucraineană (94,44%), existând în minoritate și vorbitori de rusă (4,63%).